# Agmina padi
Agmina padi là một loài Trichoptera trong họ Ecnomidae. Chúng phân bố ở miền Australasia.